# Lipowiec (struga)
Lipowiec – drobny ciek wodny na Pogórzu Śląskim, prawobrzeżny dopływ Wisły. Prawie cały bieg na terenie Lipowca (dzielnicy Ustronia).
Źródła, w postaci kilku drobnych wycieków położonych na wysokości 390–400 m n.p.m. u północnych podnóży Lipowskiego Gronia, w górnej części Lipowca, w rejonie kościoła. Spływa początkowo w kierunku północno-zachodnim płytką dolinką, wzdłuż której rozłożyły się zabudowania Lipowca. Na wysokości ok. 340 m n.p.m. skręca bardziej ku północy. Na wysokości ok. 324 m n.p.m. z prawej strony przyjmuje swój jedyny większy, nazwany dopływ – strugę Postrzednik. W rejonie osiedla Bernatka zbliża się do biegu Wisły. Płynąc równolegle do obwałowań rzeki mija położony po jej prawej stronie fragment Nierodzimia (Nierodzim Za Wodą), po czym już na terenie Górek Wielkich w gminie Brenna, na wysokości 310 m n.p.m., uchodzi do Wisły.
Prawie cały górny bieg na terenach zabudowanych lub rolniczych, obrośnięty jedynie miejscami wąskim pasem drzew. W dolnym biegu płynie pasem lasu, rosnącego wzdłuż Wisły.